# Acontia semiplumbea
Acontia semiplumbea är en fjärilsart som beskrevs av George Francis Hampson 1902. Acontia semiplumbea ingår i släktet Acontia och familjen nattflyn. Inga underarter finns listade i Catalogue of Life.